# ポリロ島
ポリロ島（ポリロとう）はフィリピン北西部に位置する島。ポリリョ島とも呼ばれる。ルソン島の東にあり、ポリロ島とルソン島の間の海峡はポリロ海峡と呼ばれる。また、ラモン湾の北岸をなしている。周辺の島々と共にポリロ諸島と呼ばれている。
島はカラバルソン地方のケソン州に属しており、南部のポリロ、北西のパヌクラン、東部のブルデオスの3つの自治体に分かれている。
コモドオオトカゲと同じくオオトカゲ科に属しているグレイオオトカゲが生息する。また、ヒムネバトも生息している。
2010年のフィリピンの国勢調査によれば、島内に居住する住民は64,802人だったとされる。